# Clarence Lewis Friend
Clarence Lewis Friend (Nebraska, 15 settembre 1878 – Escondido, 18 gennaio 1958) è stato un astronomo amatoriale statunitense di professione coltivatore di agrumi.
È ricordato per essere stato un astrofilo che ha scoperto o coscoperto tre comete dal suo osservatorio privato situato a Escondido in California . Friend è stato membro dell'Astronomical Society of the Pacific  e della Royal Astronomical Society .

## Scoperte
- Il 1 novembre 1939 ha scoperto la C/1939 V1 Friend [5].
- Il 17 gennaio 1941 ha coscoperto la C/1941 B1 Friend-Reese-Honda [2].
- Il 22 novembre 1945 ha coscoperto la C/1945 W1 Friend-Peltier [6].

È stato anche uno dei scopritori indipendenti della cometa C/1939 H1 Jurlof-Achmarof-Hassel.

## Riconoscimenti
- Nel 1940 ha ricevuto la 174° Medaglia Donohoe [8].
- Nel 1942 ha ricevuto la 181 ° Medaglia Donohoe [9].
- Nel 1946 ha ricevuto la 211° Medaglia Donohoe [10].